# Kompression (Psychologie)
Kompression, Unifizierung oder Verdichtung sind von Sigmund Freud eingeführte psychoanalytische Begriffe, die für den seelischen Vorgang stehen, mit dem die Intensitäten einzelner Vorstellungen, Erinnerungen und Gedanken zur Intensität einer einzigen Vorstellung bzw. eines Komplexes von Vorstellungen usw. verschmelzen. Dabei handelt es sich um eine energetische Umbesetzung, bei der seelische Energie frei von einer Vorstellung usw. zur anderen fließt. Dieser freie Wechsel von seelischer Energie ist für sogenannte Primärvorgänge charakteristisch, die nicht unter dem Ziel der Denkidentität funktionieren, sondern auf Lusterfüllung, ja gewissermaßen auch Selbsttäuschung zur Lebenserleichterung zielen, also auf Vermeidung von Unlust und Schädlichem: eine Tarnung, Umdeutung, Neuverbindung missliebiger Wahrnehmung oder Erinnerung.
Doch können Verdichtungen auch für Fehlleistungen bestimmend sein, deren psychoenergetische Dynamik jedoch nicht frei fließend ist, indem auch bestimmte äußere und innere Motive mitbeteiligt sind. Derart kann bei der betroffenen Person Vermeidungsverhalten ausgelöst werden.

## Beispiele
Primärvorgänge mit Verdichtung von psychischen Vorstellungsrepräsentanzen sind für Traumvorgänge charakteristisch. Es können so z. B. im Traum ein Lehrer, der ältere Bruder und der Vater zu einer einzigen Person verschmelzen, welche Züge aller Ursprungspersonen aufweist. Die Verdichtungen können auch kollektiver Natur sein, so wenn etwa in der Mythologie Monster gebildet werden, die aus Teilen der Wirklichkeit, hier verschiedenen Tieren, zu einem unheimlichen Ganzen zusammengesetzt werden: Sphinx, Hydra, Chimaira.

## Ökonomik
Gemäß metapsychologischer Betrachtung stellt sich die Frage nach der Zweckmäßigkeit der Verschiebung von Energie von den Einzelvorstellungen zu komplexen Vorstellungen. Sowohl der Primärprozess als auch der Sekundärprozess verfolgen das Ziel einer Vereinheitlichung oder Identität, nur mit unterschiedlichen Mitteln. Im Primärprozess wird eher das Mittel der Konzentration von Wahrnehmungsintensitäten verfolgt („Wahrnehmungsidentität“) und damit das Ziel der Abfuhr von Erregung (Lustprinzip), im Sekundärprozess geht es dagegen um die „Denkidentität“, d. h. den kognitiven Abgleich von Erinnerungen, Erfahrungen, Wünschen – also um die Identität der Deutung und Bedeutung (Realitätsprinzip).